# Teaterstudio Lederman
Teaterstudio Lederman är en teater och musikscen i Vasastaden i Stockholm. Teatern grundades 1990 av Jurij Lederman, som är dess konstnärliga ledare. Utöver teaterverksamheten används Teaterstudio Lederman för konsertarrangemang.